# Romeyer
 Romeyer  là một xã thuộc tỉnh Drôme trong vùng Rhône-Alpes ở đông nam nước Pháp. Xã Romeyer nằm ở khu vực có độ cao trung bình 530 mét trên mực nước biển.